# Mills Peak (Antarktika)
Der Mills Peak ist ein 1420 m hoher und spitzer Berg im ostantarktischen Viktorialand. In der Deep Freeze Range ragt er an der Westflanke des Campbell-Gletschers zwischen Mount Queensland und der Einmündung des Bates-Gletschers auf.
Der United States Geological Survey kartierte ihn anhand eigener Vermessungen und Luftaufnahmen der United States Navy aus den Jahren von 1955 bis 1963. Das Advisory Committee on Antarctic Names benannte ihn nach Peter J. Mills, Geologe auf der McMurdo-Station zwischen 1965 und 1966.